# Acidosi tubular renal
L'acidosi tubular renal (ATR) és una afecció mèdica que implica una acumulació d'àcid (una acidosi metabòlica) en el cos a causa d'una fallada dels ronyons (una insuficiència renal) en acidificar adequadament l'orina. Quan la sang es filtra pel ronyó, el filtrat passa a través dels túbuls del nefró, que permet l'intercanvi de sals, ions, i altres soluts abans de drenar en la bufeta com orina. L'acidosi metabòlica que resulta de l'ATR pot ser causada per la impossibilitat de recuperar suficients anions hidrogencarbonat (alcalins) en el filtrat a la primera part de la nefrona (túbul proximal) o per la secreció insuficient d'ions d'hidrogen (àcids) en les últimes porcions del nefró (túbul distal). Encara que una acidosi metabòlica també es produeix en els pacients amb insuficiència renal, el terme ATR es reserva per a les persones amb una acidificació urinària deficient. Existeixen diferents tipus d'ATR, tots els quals tenen diferents síndromes i causes.